# Kleiner Treppelsee
Der Kleine Treppelsee ist ein See südlich von Müllrose und östlich von Beeskow bei Dammendorf. Er ist ein beliebtes Angelgewässer und liegt im Naturpark Schlaubetal. Er ist auch unter der Bezeichnung Mühlensee bekannt.

## Fischerei
Es gibt vor allem Bestände von Aal, Barsch, Hecht, Karpfen und Schleien. Das Angeln ist unter besonderer Berücksichtigung der Schutzbestimmungen des Naturparks Schlaubetal gestattet.

## Sonstiges
Zur Namensdeutung siehe Großer Treppelsee.